# Europa Cup (korfbal) 2013
De Europacup korfbal 2013 was de 28e editie van dit internationale zaalkorfbaltoernooi.

## Deelnemers
| Club                 | Plaats               |
| -------------------- | -------------------- |
| KZ/Hiltex            | Koog aan den Zaan    |
| Boeckenberg          | Antwerpen            |
| NC Benfica           | Lissabon             |
| FJEP Bonson          | Bonson               |
| Orel STU             | Orjol                |
| Trojans KC           | Croydon              |
| Mega Sports Warszawa | Warschau             |
| KCC České Budějovice | České Budějovice     |
| Szentendre KK        | Szentendre           |
| Schweriner KC        | Schwerin             |
| Beograd KC           | Belgrado             |
| Vilanova             | Vilanova i la Geltrú |

## Poulefase Wedstrijden
| Thuisploeg           |   | Uitploeg             | Uitslag |
| -------------------- | - | -------------------- | ------- |
| Vilanova             | - | Bonson               | 28-10   |
| Schweriner           | - | Mega Sports Warszawa | 22-7    |
| KCC České Budějovice | - | Beograd              | 32-17   |
| Szentendre           | - | Orel STU             | 22-24   |
| Mega Sports Warszawa | - | Beograd              | 18-17   |
| Szentendre           | - | Bonson               | 18-14   |
| KZ/Hiltex            | - | Orel STU             | 43-14   |
| Boeckenberg          | - | Schweriner           | 28-15   |
| Trojans              | - | KCC České Budějovice | 15-16   |
| Benfica              | - | Vilanova             | 26-22   |
| Trojans              | - | Schweriner           | 18-17   |
| Orel STU             | - | Vilanova             | 28-21   |
| Beograd              | - | Bonson               | 18-17   |
| Mega Sports Warszawa | - | Szentendre           | 20-24   |
| Schweriner           | - | Vilanova             | 17-16   |

## Finales
|  | halve finale         | halve finale |  |             | finale    | finale |
|  |                      |              |  |             |           |        |
|  |                      |              |  |             |           |        |
|  | KZ/Hiltex            | 33           |  |             |           |        |
|  | Benfica              | 14           |  |             |           |        |
|  |                      |              |  |             | KZ/Hiltex | 20     |
|  |                      |              |  | Boeckenberg | 18        |        |
|  | KCC České Budějovice | 19           |  |             |           |        |
|  | Boeckenberg          | 39           |  |             |           |        |

| Kampioen EuropaCup 2013 |
| ----------------------- |
| KZ/Hiltex Derde titel   |

## Eindklassement
| Positie | Club                 |
| ------- | -------------------- |
| Goud    | Koog Zaandijk        |
| Zilver  | Boeckenberg          |
| Brons   | Benfica              |
| 4       | KCC České Budějovice |
| 5       | Orel STU             |
| 6       | Trojans              |
| 7       | Schweriner           |
| 8       | Vilanova             |
| 9       | Szentendre           |
| 10      | Mega Sports Warszawa |
| 11      | Beograd              |
| 12      | Bonson FJEP          |